# Vita sancti Willibrordi
Vita sancti Willibrordi (o Vita Willibrordi archiepiscopi Traiectensis) è un'opera agiografica di Alcuino di York, commissionata da Beornrado, arcivescovo di Sens e a partire dal 777 abate del monastero benedettino di Echternach. L'intento del testo è celebrare la vita e le imprese del vescovo anglosassone Villibrordo (VII - VIII secolo), ricordato come fondatore dell'antica cella monastica.

## Datazione e struttura
Stando alle evidenze che vengono suggerite dallo stesso testo la sua cronologia potrebbe essere compresa tra il 782 e il 789; al più tardi si potrebbe spostare la scrittura a dopo il 793 mentre è probabile che l'autore, componendo, si trovasse all'interno del monastero.
L'ampia vita del santo è costituita da due libri stilisticamente diversi, ciascuno pensato in funzione della diversa destinazione d'uso che l'autore assegna ad ogni parte, come egli stesso chiarisce nel prologo rivolgendosi al proprio committente:
L'opera appare dunque così ripartita:
1. Liber primus: scritto in prosa e pensato per essere letto pubblicamente dai confratelli nella chiesa del monastero (non a caso è posta in calce un'omelia che Alcuino si augura possa essere letta ad alta voce dall'abate in persona);
2. Liber secundus: scritto in versi, era destinato ad essere consultato da ciascun allievo in forma privata e comprendeva un'elegia dedicata a Wilgils, venerabile padre di Villibrordo e particolarmente caro ad Alcuino in quanto legittimo erede di un oratorio e di una chiesa fondate dal santo in Northumbria.

## Tradizione manoscritta
Nell'edizione al testo del filologo tedesco Ernst Dümmler si segnala che, a causa della poca cultura dei copisti, la seconda sezione della vita, quella di più specifico respiro poetico, fu tragicamente omessa all'interno della tradizione. La vita del santo risultava essere conservata al tempo in soli tre codici, ma in seguito l'ammontare dei testimoni sembra essere salito ad un totale di 22.